# Radikal av en algebraisk grupp
Inom matematiken är radikalen av en algebraisk grupp identitetskomponenten i dess maximala normala lösbara delgrupp.